# Schizopera subterranea
Schizopera subterranea is een eenoogkreeftjessoort uit de familie van de Miraciidae. De wetenschappelijke naam van de soort is voor het eerst geldig gepubliceerd in 1948 door Lang.